# Gabriel-Marie Garrone
Gabriel-Marie Garrone (12 de outubro de 1901 em Aix-les-Bains , Savoie, França - 15 de janeiro de 1994 em Roma, Itália) foi um cardeal da Igreja Católica Romana e um prefeito da Congregação para a Educação Católica .
Gabriel-Marie Garrone nasceu em Aix-les-Bains , na França. Entrou no seminário e foi educado na Pontifícia Universidade Gregoriana, em Roma, e depois, no Pontifício Seminário Francês, também em Roma.

## Sacerdócio
Foi ordenado em 11 de abril de 1925 e serviu como membro do corpo docente do Seminário Menor de Chambéry até 1926, quando foi membro do corpo docente do Seminário Maior até 1939. Ele também fez trabalho pastoral na arquidiocese de Chambéry durante esses anos. Ele era um oficial do exército francês durante a Segunda Guerra Mundial e um prisioneiro de guerra . Depois da guerra, foi reitor do Seminário Maior de Chambéry até 1947.

## Episcopado
O Papa Pio XII nomeou-o arcebispo titular de Lemnos e bispo coadjutor de Toulouse em 24 de abril de 1947. Ele foi consagrado exatamente dois meses depois. Ele sucedeu ao sé metropolitana de Toulouse em 5 de novembro de 1956. Ele participou do Concílio Vaticano II em Roma, de 1962 até 1965. Ele foi nomeado Pro -Prefect do Prefeito da Congregação dos Seminários e Universidades pelo Papa Paulo VI em 28 de janeiro de 1966 Ele foi transferido para a sede titular de Torri di Numidia em 24 de março de 1966.

## Cardinalizado
Ele foi criado e proclamado Cardeal-Sacerdote de Santa Sabina no consistório de 26 de junho de 1967. O papa Paulo nomeou-o prefeito pleno da Congregação para a Educação Católica e grande chanceler da Pontifícia Universidade Gregoriana em 17 de janeiro de 1968. Ele participou dos conclaves que elegeu o Papa João Paulo I e o Papa João Paulo II em agosto e outubro. Ele renunciou à prefeitura em 15 de janeiro de 1980. Ele perdeu o direito de participar em quaisquer conclaves futuros quando completou 80 anos de idade em 1981. Ele foi apontado como o primeiro Presidente do recém-criado Pontifício Conselho para a Cultura em 20 de maio de 1982. Ele renunciou à presidência em 1988. Ele morreu em 1994 e foi enterrado temporariamente no Campo Verano, Roma, aguardando a conclusão de sua tumba definitiva na igreja de San Luigi dei Francesi

### Conclaves
- Conclave de agosto de 1978
- Conclave de outubro de 1978